# Atyrau (tỉnh)
Atyrau (tiếng Kazakh: Атырау облысы, Atıraw oblısı), là một tỉnh biên giới phía tây của nước cộng hoà Kazakhstan, với thủ phủ là thành phố Atyrau, đồng thời cũng là thành phố lớn nhất tỉnh, với dân số 142.500 người. Toàn tỉnh Atyrau có 480.000 người, trong đó người Kazakh chiếm hơn 80% dân số.

## Địa lý
Tỉnh Atyrau có diện tích 118.600 km², là tỉnh nhỏ thứ hai của Cộng hoà Kazakhstan (nhỏ nhất là tỉnh Nam Kazakhstan). Có chung đường biên giới với các tỉnh Volgograd, Astrakhan của Liên bang Nga và biển Caspi ở phía tây, đồng thời có chung đường biên giới với 3 tỉnh của Kazakhstan: giáp với tỉnh Mangistau, về phía đông giáp với tỉnh Aktobe, phía bắc giáp với tỉnh Tây Kazakhstan.
Phần lớn lãnh thổ của tỉnh nằm trong vùng dầu mỏ biển Caspi, cho nên nhiều giếng dầu được khoan ở mỏ Tengiz và mỏ Kashagan. Một đường ống dẫn dầu bắt đầu từ Atyrau Samara, nơi mà nó tham gia vào hệ thống đường ống của Nga. Một đường ống dẫn dầu chạy riêng biệt từ mỏ Tengiz đến cảng Biển Đen của Nga ở Novorossiisk.

## Hành chính
Tỉnh Atyrau được chia thành 7 huyện và thành phố Atyrau, các huyện bao gồm:
| STT | Tên huyện  | Trung tâm huyện |
| --- | ---------- | --------------- |
| 1   | Inder      | Inderbor        |
| 2   | Isatay     | Akkystau        |
| 3   | Kurmangazy | Ganyushkino     |
| 4   | Kyzylkoga  | Miyaly          |
| 5   | Makat      | Makat           |
| 6   | Makhambet  | Makhambet       |
| 7   | Zhylyoi    | Kulsary         |